# Ego Trippin'
Ego Trippin' is het negende studio-album van Amerikaanse rapper Snoop Dogg. Het album werd uitgebracht op 11 maart 2008. 

## Achtergrond
Oorspronkelijk was het de bedoeling van dit album om geen andere artiesten te laten meedoen, vandaar de naam Ego Trippin'. Uiteindelijk deden er toch een aantal andere artiesten aan mee.
De foto's voor dit album zijn allemaal gemaakt op Longbeach Polytechnic Highschool, de school waar Snoop Dogg zelf op heeft gezeten. 

## Verkoop
In de eerste week waren van het album al 137.000 exemplaren verkocht, waardoor Ego Trippin' binnenkwam op nummer 3 in de Billboard 200. Op 12 juli 2008, drie maanden na verschijnen, waren er alleen in de VS al 370.000 stuks verkocht.

## Tracklist
| Nr. | Titel                       | Producer(s)                          | Gastartiest(en)           | Lengte |
| --- | --------------------------- | ------------------------------------ | ------------------------- | ------ |
| 1   | "A Word Witchya (Intro)"    | Scoop DeVille                        |                           | 1:20   |
| 2   | "Press Play"                | DJ Quik                              | Kurupt                    | 3:48   |
| 3   | "SD Is Out"                 | Teddy Riley                          |                           | 3:49   |
| 4   | "Gangsta Like Me"           | Teddy Riley                          |                           | 4:26   |
| 5   | "Neva Have 2 Worry"         | Niggaracci                           | Uncle Chucc               | 4:18   |
| 6   | "Sexual Eruption"           | Shawty Redd                          |                           | 4:00   |
| 7   | "Life Of Da Party"          | Scoop DeVille                        | Too Short & Mistah F.A.B. | 4:23   |
| 8   | "Waste Of Time"             | Raphael Saadiq & Bobby Ozuna         | Raphael Saadiq            | 3:33   |
| 9   | "Cool"                      | Teddy Riley                          |                           | 4:01   |
| 10  | "Sets Up"                   | The Neptunes                         |                           | 3:44   |
| 11  | "Deez Hollywood Nights"     | Nottz                                |                           | 4:39   |
| 12  | "Whateva U Do"              | Khao                                 |                           | 3:46   |
| 13  | "Staxxx In My Jeans"        | Rick Rock                            |                           | 3:49   |
| 14  | "Been Around Tha World"     | Niggaracci                           |                           | 3:36   |
| 15  | "Let It Out"                | Teddy Riley                          |                           | 2:38   |
| 16  | "My Medicine"               | Everlast                             | Willie Nelson & Everlast  | 2:40   |
| 17  | "Ridin' In My Chevy"        | Scoop DeVille                        |                           | 3:15   |
| 18  | "Those Gurlz"               | Teddy Riley, DJ Quik & Scoop DeVille |                           | 4:00   |
| 19  | "One Chance (Make It Good)" | Frequency                            |                           | 3:33   |
| 20  | "Why Did You Leave Me"      | Hitboy & Polow Da Don                |                           | 4:07   |
| 21  | "Can't Say Goodbye"         | Teddy Riley                          | Charlie Wilson            | 4:07   |
| 22  | "Walk Away"                 |                                      |                           | 4:08   |
| 23  | "Nobody Better"             | Swiff D                              |                           | 3:24   |